# 吹奏楽
吹奏楽（すいそうがく、独: Blasmusik）は、最も広義には、管楽器を主体として演奏される音楽の総称である。一般には、ヨーロッパの軍楽隊とアメリカのスクールバンド、すなわち西洋の木管楽器・金管楽器を主体とし、弦楽器・特殊楽器・打楽器による編成で演奏される器楽を指す。軍隊や国民の士気を鼓舞するための実用音楽を背景に発達したものの、今では、コンサートホールにおける演奏会やマーチングバンドなどの活動が中心となっている。
日本では、吹奏楽団は、ブラスバンドまたはブラバンと呼ばれることがある。これは、ドイツ語（blasは「吹く」の語幹）には沿うものの、ブラスバンドはbrass band（金管バンド）という英語に由来すると考えられており、その場合は木管楽器を編成に含まないため、吹奏楽団と同義ではない。ただし、日本語としてのブラスバンドは木管楽器を含む吹奏楽団全体を指して用いられている。

## 概要

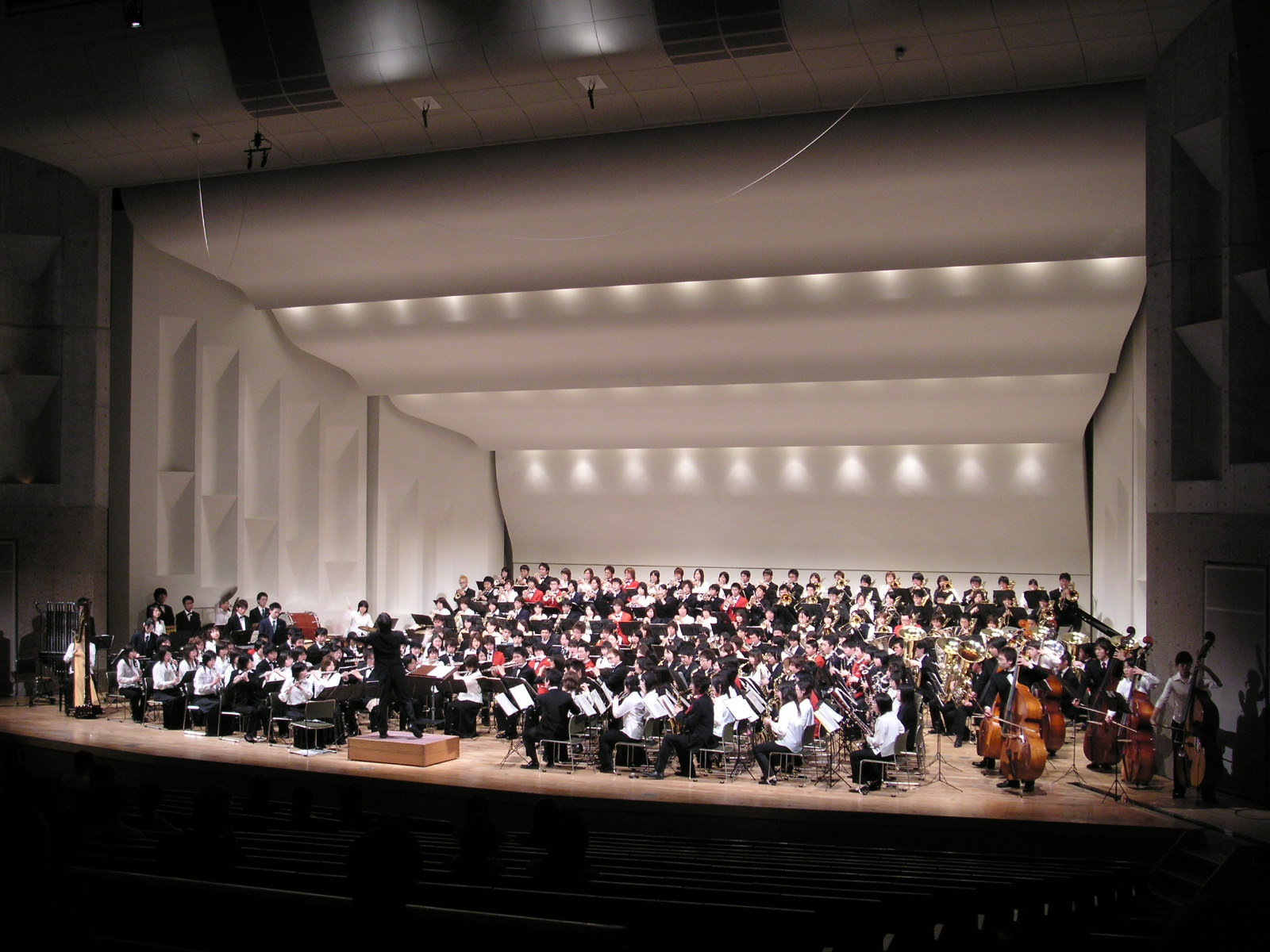
吹奏楽編成による演奏風景（大編成）

「吹奏楽」は、字義通りには、「吹いて奏する音楽」であり、演奏に用いられる楽器の発声方法、あるいは演奏主体の編成により定義される。実態としても、軍楽隊や吹奏楽団では、吹奏楽単体の楽曲に加えて有名曲の編曲も多用されている。最も広義には、管楽器を主体として演奏される音楽の総称とすることが適当である。
狭義の吹奏楽としては、管楽器による二桁の人数を規模とする楽団で、木管楽器と金管楽器を含み、打楽器とコントラバスを加える。チェロやハープなどの弦楽器、チェレスタやピアノなどの特殊楽器を加える場合もある。ヴァイオリンやヴィオラなどは使用しない場合が多い。
多くの国では消防・警察などの公的な機関に属する楽団や軍楽隊が中心であるものの、日本とアメリカでは学校などのアマチュアも多い。アメリカのプロフェッショナルでは1800年代後半から1900年代初頭にかけてギルモアやスーザによる吹奏楽団が活躍し、今日でもダラス・ウインズやウィスコンシン・ウインド・オーケストラの活動が見られる。オランダ、ベルギー、フランスでは町や村の吹奏楽団が数多くある。イタリア、スペインにもバンダと呼ばれる吹奏楽団がある。
広義の吹奏楽としては、イギリスなどで英国式ブラスバンドが結成されている。フランスやドイツなどにも、町や村のブラスバンドが存在する。ジョヴァンニ・ガブリエーリによるファンファーレ、18世紀以前の管楽器を中心とした楽曲、ハルモニームジークなどの室内楽的な管楽器による合奏も吹奏楽の一部をなす。これらの音楽は、しばしば管楽として区別される。
声楽、管楽器独奏、ポピュラー音楽、民族音楽、東欧における式典音楽、管弦楽については、広義の吹奏楽には含まれない。これらについては、本項では詳述しない。
他言語としては、ドイツではBlasmusik（ブラスムジーク、「吹く」の語幹と「音楽」）があり、フランスではharmonie（アルモニー）が用いられる。吹奏楽団を指すものとしては、ドイツではブラスオルケスター（Blasorchester）、ブラスカペレ（Blaskapelle）、ブラスバント（Blasband）などがあり、フランスではミュジック・ダルモニー（musique d'harmonie）やファンファール（fanfare）、イタリアやスペインではバンダ（banda）が用いられ、東欧諸国ではファンファーレ（fanfare）、ファンファーラ（fanfara）、オルケスタル（orkestar）などが用いられる。
英語としては、bandのみで吹奏楽団を指すこともあったものの、第一次世界大戦前後にジャズ、第二次世界大戦前後にロックが一般化するに従って区別された。軍楽隊ではmilitary bandを用いることが多い。イギリスでは民間の吹奏楽団は独自の金管楽器による編成で発達し、brass bandの語が用いられている。brass bandは「金管楽器による楽団」の意味である。アメリカでも金管楽器が中心の編成が多く、brass band、silver bandなどがあり、territory band（領域の楽団）、service band（代用の楽団）、marching band（行進の楽団）、school band（学校の楽団）などが用いられ、concert band、symphonic band、wind band、wind orchestraも用いられている。吹奏楽を指すものとしては、wind musicを用いることが多い。なお、wind ensembleは元々はその名の通りハルモニームジークのような小規模の管楽合奏を指すものであったが、フェネルが自身が提唱した新しい吹奏楽の概念を指すものとして「ウィンド・アンサンブル」と名付けたことから、今日では一般的な吹奏楽の編成を示す語としても用いられる。
戦場などでの野外演奏、食事などでの室内演奏に加えて、19世紀以降はバルブが発明されており、楽器の操作性向上や価格の低廉化が進んだ。軍楽隊の活動が信号や式典などの演奏ではなく戦意高揚や慰安などの演奏に移行したこと、多くの聴衆を集めるようになったこと、アマチュアの演奏団体が管楽器を中心とした編成で結成されたことなどにより階級を超えて広まった。こうした状況は同時に、行進曲のほか、オペラの抜粋や軽音楽などにおける楽曲の編曲による演奏を一般化した。吹奏楽編成のために用いられる作品は「オリジナル作品」、編曲作品は「アレンジ作品」と呼ばれて区別される。また、東欧諸国ではオスマン帝国占領下で軍楽隊が組織され、西欧諸国では植民地でも軍楽隊が設置されたため、実用的な文明の産物から現地における文化への変容を遂げた事例も多い。
吹奏楽単体の楽曲に加えて有名曲の編曲も多用されており、吹奏楽が包摂する内容は極めて多様となっている。さらに、アマチュアにより占められ、楽団の運営や演奏など教育的な側面が強調される傾向もあって、吹奏楽の包括的な記述は困難であり、研究は十分に進んでいないのが現状である。

## 歴史
古代エジプト時代にはラッパと太鼓を主に、行進を伴奏する情景が当時の壁画に残されている。古代ローマ時代には楽団の編成が、中世には楽器の種類・数量が増した。オスマン帝国の侵攻に伴うトルコ軍楽隊メフテルとの接触はヨーロッパにおける吹奏楽の拡張に貢献した。より多くのクラリネット、ピッコロが次第に加えられ、金管楽器が発達し、打楽器の素晴らしさ、そして劇的な効果が、大太鼓、シンバル、トライアングルなどの鼓笛隊における拡張を促した。17世紀にはドイツ、フランスなどで盛んとなり、芸術音楽にも多大な影響を与えた。行進曲として演奏されるレパートリーが出現する時代もこの頃からである。さらに、1789年フランス革命が起きると、吹奏楽の形態は大編成のものへと変わってゆく。革命を機に失業した宮廷音楽家らがフランス防衛軍に編成され、士気高揚の一翼を担った。1810年代には使用する楽器が国により異なってくるものの、既に現在とほぼ変わらない規模に達していた。ヘンデル、ハイドン、モーツァルト、ベートーヴェンの影響も大きい。
軍楽も単に士気の鼓舞だけでなくなり、様々な種類の演奏ができるようになったものの、音量が大きいことと、移動して演奏するのに便利なことなどから、野外演奏が主体だった。やがて、演奏会場におけるキャパシティの拡張に伴い、吹奏楽が一つの演奏分野として認められるようになる。アメリカでは、1892年にジョン・フィリップ・スーザがスーザバンドを設立したことなどから、吹奏楽は民間に広まってゆく。クラリネット中心の編成で、学校教育・社会教育に活用されたものの、現行の編成が作られたのは、ミシガン大学のウィリアム・レヴェリによる。1929年にはアメリカ吹奏楽指導者協会（ABA）がエドウィン・フランコ・ゴールドマンによって設立され、アメリカにおける吹奏楽の発展が図られた。

## 楽曲
特に厳密な編成は定められていない。18世紀末にはゴセック、カテルが数曲の序曲を作曲しており、19世紀に入ってからはベルリオーズ、マイアベーア、ワーグナー、サン＝サーンスも吹奏楽曲を作曲している。
20世紀に入ってからはアメリカ、イギリスを中心に多くの作品が発表され、ホルスト、グレインジャー、ウィリアムズ、シュミットなどの作曲家が吹奏楽曲を発表した。
大規模の管楽アンサンブルやオーケストラの管打楽器セクションを想定して書かれた曲も広義の吹奏楽曲として扱う場合がある。モーツァルトのセレナーデ、ストラヴィンスキーの「管楽器のシンフォニーズ」、シュワントナーの曲群、ペンデレツキの「ピッツバーグ序曲」、黛敏郎の「トーンプレロマス'55」などが挙げられる。
オーケストラに比べるとオリジナルの有名曲が非常に少ないこともあり、かつて管弦楽曲からアレンジされたものが多く演奏されていたものの、現在は吹奏楽曲も多く演奏されるようになっている。曲種としては、交響曲、交響詩、組曲、序曲、現代音楽などと多岐に亘っている。
重要な曲種である行進曲においては、アメリカのスーザ、イギリスのアルフォード、ドイツのタイケなどが作品を数多く残しており、この3人を筆頭として多くの行進曲が現在も演奏されている。

### 作曲家・作品
- アダム・ゴーブ：アウェイデイ、メトロポリス、アドレナリン・シティ、イィディッシュ・ダンスなど
- アルテュール・オネゲル：バスティーユへの行進など
- アルバート・ハーベリング（ドイツ語版）：ウステル組曲など
- アルフレッド・リード：アルメニアン・ダンス（パート1・パート2）、エルサレム賛歌、オセロ、法華経からの三つの啓示、音楽祭のプレリュード（1970年度課題曲）、サスカッチアンの山、春の猟犬、ロシアのクリスマス音楽など
- イダ・ゴトコフスキー：春の交響曲、耀かしい交響曲、森の歌、炎の詩など
- ヴァーツラフ・ネリベル：交響的断章、フェスティーヴォ、世の終わりへの行進など
- ヴィットリオ・ジャンニーニ：交響曲第3番、変奏曲とフーガなど
- ウィリアム・シューマン：ジョージ・ワシントン・ブリッジ、ニューイングランド三部作など
- ウィリアム・ヒル：セント・アンソニー・ヴァリエーションなど
- ウィリアム・フランシス・マクベス：マスク、水夫と鯨、カント（1978年度課題曲）など
- ヴィンセント・パーシケッティ：交響曲第6番、吹奏楽のための詩篇など
- ウォーレン・ベンソン：落葉、舞曲-追憶など
- エドワード・グレグソン：王は受け継がれゆく、剣と王冠、フェスティーヴォなど
- エリオット・デル＝ボルゴ（ドイツ語版）：シンフォニック・スケッチ、古代の歌と踊りなど
- エリック・ウィテカー：ゴースト・トレイン、ラスベガスを喰い尽くすゴジラ、クラウドバースト、オクトーバー（英語版）、スリープ（英語版）など
- オットー・M・シュワルツ：ノストラダムス、フォー・ザ・ネクスト・サウザンド、モンブランなど
- カーター・パン（オランダ語版）：スラロームなど
- カール・タイケ：旧友など
- カール・フランカイザー： ヒッコリーの丘、鐘楼よりの展望など
- キース・フラク：イスラエルの挨拶、キルケニー狂詩曲、パリへの夜間飛行など
- グスターヴ・ホルスト： 吹奏楽のための第1組曲・第2組曲など
- クリフトン・ウィリアムズ：ファンファーレとアレグロ、交響組曲、シンフォニック・ダンス第3番「フィエスタ」など
- クロード・トーマス・スミス：フェスティヴァル・ヴァリエーション、華麗なる舞曲、ルイ・ブージョワの賛歌による変奏曲など
- サミュエル・R・ヘイゾ（英語版）：日本民謡による幻想曲〜「砂山」の主題による、ライド!など
- シーザー・ジョヴァンニーニ：コラールとカプリッチョなど
- ジェイムズ・カーナウ：よろこびの翼、歓喜（「われらが神はかたき砦」による幻想曲）、ローン・スター・セレブレーションなど
- ジェイムズ・スウェアリンジェン：センチュリア、狂詩曲ノヴェナ、インヴィクタ序曲、ロマネスク、シーゲート序曲、栄光のすべてになど
- ジェイムズ・バーンズ：祈りとトッカータ（呪文とトッカータ）、パガニーニの主題による幻想変奏曲、アパラチアン序曲、アルヴァマー序曲、詩的間奏曲、交響曲第2番、第3番、第5番「フェニックス」、交響曲第9番など
- ジム・アンディ・コーディル：吹奏楽のための民話など
- ジャック・スタンプ（英語版）：乾杯!、クラウドスプリッター・ファンファーレ、新時代へのファンファーレ、バンダンシング、ベルト・ウェイ・ジャムなど
- シャルル・ルルー：陸軍分列行進曲
- ジョセフ・オリヴァドーティ：薔薇の謝肉祭、イシターの凱旋など
- ジョセフ・シュワントナー：…そしてどこにも山の姿はない、暗黒の一千年代、夕闇の静寂にて、リコイル〜ウインドアンサンブルのための〜など
- ジョゼフ・T・スパニョーラ（オランダ語版）：エスカペイドなど
- ジョン・バーンズ・チャンス：朝鮮民謡の主題による変奏曲、呪文と踊りなど
- ジョン・フィリップ・スーザ：星条旗よ永遠なれ、ワシントン・ポスト、美中の美など
- ジョン・マッキー：レッドライン・タンゴ、サスパリラなど
- スティーヴン・メリロ：ゴッドスピード!、アメリカの騎士、プラトンの洞窟からの脱出など
- スティーヴン・ライニキー：セドナ、激流の中へ、自由の肖像、鷲の舞うところなど
- ダリウス・ミヨー：フランス組曲など
- デイヴィッド・R・ホルジンガー：スクーティン・オン・ハードロック、大空への挑戦、祭礼の舞、「春になって、王達が戦いに出るに及んで…」など
- デイヴィッド・ギリングハム：交響詩「ベトナムの回顧」、ウィズ・ハート・アンド・ヴォイス、エアロダイナミクスなど
- デイヴィッド・ボブロヴィッツ：オールド・マタドール、チャヌーカ・セレブレーションなど
- デイヴィッド・マスランカ：交響曲第3番、イン・メモリアム、子供の庭の夢など
- ティモシー・マー：イントゥ・ジ・エアー!、エンデュランス、ソル・ソラーターなど
- デリク・ブルジョワ：交響曲第6番「コッツウォルド・シンフォニー」、ウインド・ブリッツ、シンフォニー・フォー・ウィリアムなど
- トーマス・ドス：シダス、モンタナ・ファンファーレ、マジック・オーバーチュア、アウローラなど
- ドナルド・グランサム：サザン・ハーモニー、幻想的変奏曲、J. S. ダンス、舞楽など
- ナイジェル・クラーク（英語版）：ブレイキング・ザ・センチュリー、ガガーリン、サムライなど
- ナイジェル・ヘス：イースト・コーストの風景、グローバル・ヴァリエーションズなど
- ノーマン・デロ＝ジョイオ：ハイドンの主題による幻想曲、ルーブルからの情景など
- パーシー・グレインジャー：リンカーンシャーの花束、デリー地方のアイルランド民謡、コロニアル・ソング、ガム・サッカーズ・マーチ（組曲「要約すれば」より）、子供たちのマーチ「丘を越えて彼方へ」、岸辺のモリーなど
- パーシー・フレッチャー（英語版）：行進曲「スピリット・オブ・ページェントリー」など
- ハーバート・オーエン・リード：メキシコの祭 など
- ハロルド・ウォルターズ：ジャマイカ民謡組曲、インスタント・コンサート、フーテナニーなど
- ピーター・グレーアム：ハリソンの夢、ゲールフォース、ザ・レッド・マシーン、交響曲「モンタージュ」など
- ヒダシュ・フリジェシュ：吹奏楽のための交響曲「セーブ・ザ・シー」など
- フィッシャー・タル（英語版）：典礼交響曲、雲の伝説など
- フィリップ・ウィルビー：パガニーニ・バリエーション、仮面舞踏会、舞い降りる鳩、ノーザン・ライトなど
- フィリップ・スパーク：ジュビリー序曲、オリエント急行、ダンス・ムーヴメント、ドラゴンの年、宇宙の音楽など
- フェレール・フェラン：交響曲第2番「キリストの受難」、セレモニアルなど
- フランク・エリクソン：序曲祝典、バンドのためのトッカータなど
- フランク・ティケリ：ブルー・シェイズ、交響曲第2番、サンクチュアリーなど
- フランコ・チェザリーニ：ビザンティンのモザイク画、3つの交響的素描「青い水平線」（ブルー・ホライズン）など
- フローラン・シュミット：ディオニュソスの祭りなど
- ベルト・アッペルモント：ノアの箱舟、ガリバー旅行記、ジェリコ、サガ・キャンディーダ、 交響曲第1番「ギルガメシュ」など
- ポール・W・ホエアー（オランダ語版）：ストーンヘンジ交響曲、エルシノア城序曲、ベレロフォン序曲など
- ポール・クレストン：プレリュードとダンス、ザノーニ、祝典序曲、アナトリアなど
- マーク・キャンプハウス（英語版）：ローザのための楽章、すべて本当のこと、3つのロンドン小景、夜を守る友など
- マーティン・エレビー：パリのスケッチ、ドリームスケープスなど
- マイケル・ドアティ：ユー・エフ・オー、デシ、ビザロなど
- マルコム・アーノルド ：行進曲「オーヴァーシーズ」など
- モートン・グールド：交響曲第4番「ウエスト・ポイント」、クラリネットと吹奏楽のためのデリヴェーション、ジェリコ、サンタフェ・サーガなど
- ヤン・ヴァン＝デル＝ロースト：シンフォニア・ハンガリカ、交響詩「モンタニャールの詩」、交響詩「スパルタクス」、プスタ〜4つのジプシー・ダンス、カンタベリー・コラール、アルセナールなど
- ユリウス・フチーク：剣闘士の入場、フロレンティーナなど
- ヨゼフ・ワーグナー：双頭の鷲の旗の下になど
- ヨハン・デ・メイ：交響曲第1番「指輪物語」、交響曲第2番「ビッグ・アップル」、交響曲第3番「プラネット・アース」など
- リチャード・L・ソーシード（オランダ語版）：ランデブー・ウィズ・ジ・アザー・サイド、ウインドスプリンツなど
- リランド・フォースブラッド：エレクトラ、オーヴァーテューラなど
- レイフ・ヴォーン・ウィリアムズ：イギリス民謡組曲、吹奏楽のためのファンファーレ、トッカータ・マルツィアーレなど
- レックス・ミッチェル：大草原の歌、海の歌、スター・フライト序曲、序奏とファンタジア、祝典賛歌など
- ロジャー・シシー：ガリレオの月、組曲「虫」、ジオメトリック・ダンスなど
- ロバート・W・スミス：船乗りと海の歌（海の男達の歌）、アフリカの儀式と歌、宗教的典礼など
- ロバート・ジェイガー：シンフォニア・ノビリッシマ、第2組曲、第3組曲、交響曲第1番など
- ロバート・シェルドン：マナティー・リリック序曲、南西部の伝説、大空をこえて、ダンス・セレスティアールなど
- ロバート・ラッセル・ベネット：シンフォニック・ソング、古いアメリカ舞曲による組曲など
- ロルフ・ルディン：ドルイド〜ある神話的記憶〜、エンガフスの夢、詩のない詩など
- ロン・ネルソン：ロッキー・ポイント・ホリデー、パッサカリア、エピファニー（主顕祭）など
- 阿部勇一：吹奏楽のためのフューチュリズム（1992年度課題曲）、行進曲「ラメセスII世」（1995年度課題曲・朝日作曲賞第1位）、交響詩「ヌーナ」（2017年度JBA下谷賞）、黎明のエスキース、われらをめぐる海 ～レイチェル・カーソンに捧ぐなど
- 天野正道：レトロ（2023年度課題曲）、カプレーティとモンテッキ 〜「ロメオとジュリエット」その愛と死（2010年度下谷奨励賞）、交響組曲第2番、交響組曲第3番「GR（ジャイアントロボ）」、交響組曲第7番「BR（バトル・ロワイアル）」、エクスピエイション（贖罪）、放射と瞑想（パートI、パートII）、 メタモルフォーセス、沢地萃など
- 飯島俊成：奏楽V Symphonietta“Towards Spring”、枯木のある風景、スパークリングダイヤモンドダストなど
- 伊福部昭：倭太鼓と吹奏楽のためのブーレスク風ロンドなど
- 池上敏：変容-断章（1984年度課題曲）、瞑と舞（1971年度JBA作曲賞）、誦文（1972年度JBA努力賞）、コンサート・マーチ '77（1978年度下谷賞）など
- 池辺晋一郎：ランドスケイプ〜吹奏楽のために（1990年度課題曲）、胎動の時代〜吹奏楽のために（2000年度課題曲）、アマデウスのピアノが聞こえる など
- 石井歓：曠野をゆく（1964年度課題曲）、合唱とブラスのための楽曲「大いなる秋田」など
- 伊藤康英：管楽器のためのソナタ（1996年度課題曲）、吹奏楽のためのプログレス（1979年度笹川賞創作曲コンクール第3位）、彼が私たちに語ったこと -バリトンと吹奏楽のために（2018年クー・ド・ヴァン国際交響吹奏楽作曲コンクール第3位）、交響詩「ぐるりよざ」、交響曲、吹奏楽のための叙情的「祭」、吹奏楽のための「北海変奏曲」など
- 井澗昌樹：火の断章（2008年度課題曲）、Bye Bye Violet、愛の祭壇、ドールズ・コレクション I 〜おもちゃの兵隊と、恋す蝶など
- 岩井直溥：シンコペーテッド・マーチ「明日に向かって」（1972年度課題曲）、ポップス描写曲「メイン・ストリートで」（1976年度課題曲）、ポップス変奏曲「かぞえうた」（1978年度課題曲）、ポップス・マーチ「すてきな日々」（1989年度課題曲）、復興への序曲「夢の明日に」（2013年度課題曲）など
- 浦田健次郎：プレリュード（1979年度課題曲）、マーチ オーパス・ワン（1984年度課題曲）、セリオーソ（2008年度課題曲）、メタモルフォージス（1969年度JBA作曲賞）など
- 江原大介：躍動する魂 〜吹奏楽のための（2009年度課題曲・全日本吹奏楽連盟作曲コンクール第1位）、スケルツァンド（2016年度課題曲・朝日作曲賞第1位）など
- 大栗裕：吹奏楽のための小狂詩曲（1966年度課題曲）、吹奏楽のためのバーレスク（1977年度課題曲）、大阪俗謡による幻想曲、仮面幻想、吹奏楽のための「神話」など
- 大島ミチル：Rhapsody ～ Eclipse（2025年度課題曲）など
- 岡村雄之典：Lamento d’introduction et Scène de prière（2019年世界吹奏楽協会国際作曲コンテスト第3位）など
- 小田実結子：Dawn（2020年バーバラ・ビュールマン作曲コンテスト優勝）など
- 上岡洋一：行進曲「砂丘の曙」（1978年度課題曲）、マーチ「潮煙」（1993年度課題曲）、はるか、大地へ（1996年度課題曲）、行進曲「秋空に」（1977年度下谷賞）、北の海岸線（1982年度下谷賞）など
- 兼田敏：バンドのための楽章「若人の歌」（1964年度課題曲）、吹奏楽のための「ディヴェルティメント」（1967年度課題曲）、吹奏楽のための寓話（1973年度課題曲）、嗚呼!（1986年度課題曲）、交響的瞬間（1975年度笹川賞創作曲コンクール第2位）、吹奏楽のための「パッサカリア」、吹奏楽のためのバラードI〜V、吹奏楽のための「交響的音頭」など
- 片岡寛晶：「天馬の道」〜吹奏楽のために（2008年度課題曲）など
- 鹿野草平：吹奏楽のためのスケルツォ 第2番 ≪夏≫（2010年度課題曲・全日本吹奏楽連盟作曲コンクール第1位）など
- 河辺浩市(河辺公一)：行進曲「青空に希望して」（1973年度JBA作曲賞）、高度な技術への指標（1974年度課題曲）、シンフォニック・ポップスへの指標（1975年度課題曲）、阿波踊考（1975年度JBA作曲賞佳作）、ベースボール・マーチ（1976年度JBA作曲賞佳作）など
- 北爪道夫：祈りの旅（2004年度課題曲）、風の国、フェスタ、雲の変容、To the Sky、並びゆく友、雲の上の散歩道、ファンファーレ・リズミック、はなのなは？〜吹奏楽と箏合奏のための〜、Dancing Shadow、Fanfare Dreamsなど
- 木下牧子：序奏とアレグロ（1982年度課題曲）、パルセイション（2006年度課題曲）、吹奏楽のための「ゴシック」など
- 栗栖健一：コンサートマーチ「光と風の通り道」（2007年度課題曲）など
- 櫛田胅之扶：東北地方の民謡によるコラージュ（1981年度課題曲）、雲のコラージュ（1994年度課題曲）、吹奏楽のための序曲「飛鳥」（1970年度JBA努力賞）、元禄、火の伝説など
- 高昌帥：吹奏楽のためのラメント（2002年度課題曲・朝日作曲賞第1位）、吹奏楽のための「ワルツ」（2018年度課題曲）、 Mindscape for Wind Orchestra（2008年度下谷奨励賞）、Humoresque（2012年度下谷奨励賞）、吹奏楽のための風景詩「陽が昇るとき」、アッフェローチェ、Nightphony for Wind Orchestraなど
- 古関裕而：オリンピック・マーチなど
- 後藤洋：即興曲（1976年度課題曲）、カドリーユ（1983年度課題曲）、ステップ、スキップ、ノンストップ（2025年度課題曲）、風の詩、ファンタズマ・ルナーレ 〜月光の中の幻影（2009年度下谷奨励賞佳作）、ウィンド・アンサンブルのためのソングズ（2011年オストウォルド賞）など
- 小長谷宗一：風と炎の踊り（1989年度課題曲）、スター・パズル・マーチ（1993年度課題曲）、The Courage 〜真の勇気とは（2009年度下谷奨励賞）、マーチ「未来の風」、交響詩「空の精霊たち」など
- 小山清茂：吹奏楽のための「花祭り」（1979年度課題曲）、吹奏楽のための「木挽歌」、吹奏楽のための「太神楽」、吹奏楽のための鄙歌第5番など
- 斉藤丑松：大行進曲「大日本」（1940年度課題曲）、行進曲「海国日本」（1976年度笹川賞創作曲コンクール第3位）など
- 坂井貴祐（オランダ語版）：セレモニアル・マーチ（2000年度下谷賞）など
- 酒井格：メルヘン（2024年度課題曲）、I Love the 207（2011年度下谷奨励賞）、行進曲「博奕岬の光」（2014年度下谷奨励賞）、デカンショ・ラプソディ（2015年度下谷奨励賞）、行進曲「南鳥島の光」（2016年度JBA下谷賞）、静かの海（2018年度JBA下谷賞）、THE SEVENTH NIGHT OF JULY〜TANABATA〜、森の贈り物、大仏と鹿、バルトークの主題による奇想曲（また一緒）、ドデカフォニック・ファンファーレなど
- 咲間貴裕：エレウシスの祭儀（2018年度課題曲・全日本吹奏楽連盟作曲コンクール第1位）など
- 四反田素幸：フェスタルマーチ（1985年度笹川賞創作曲コンクール第1位）、吹奏楽のための幻想曲「壁画」など
- 清水大輔：この優しく、暖かい世界 〜アンディ・カフスマンのための音楽〜（2016年度JBA下谷賞）、空を削るもの（2023年世界吹奏楽協会国際作曲コンテスト最終選考）、ZAPPING（2024年世界吹奏楽協会国際作曲コンテスト佳作）、交響曲第1番 生命の表記、セレブレイト、蒼氓愛歌〜三つの異なる表現で〜など
- 下田和輝：オータム・ファンタジー（2013年度日本管打・吹奏楽学会作曲賞）、Daja 〜南部地方盆唄「ナニャドヤラ」による〜（2017年度JBA下谷賞）、Thawing（2024年バーバラ・ビュールマン作曲コンテスト優勝）など
- 東海林修：ディスコ・キッド（1977年度課題曲）など
- 鈴木英史：ジェネシス（2022年度課題曲）、イントラーダ「S-S-S」、ライフ・ヴァリエーションズ〜生命と愛の歌〜、カントゥス・ソナーレ、鳳凰〜仁愛鳥譜など
- 瀬戸口藤吉：行進曲「軍艦」、敷島艦行進曲、愛国行進曲など
- 高橋伸哉：行進曲「K点を越えて」（1999年度課題曲）、メモリアル・ファンファーレ（1997年度下谷賞佳作）、Wind for Wind（1998年度下谷賞）、清流賛歌（2010年度下谷奨励賞佳作）、写楽、「Jalan-jalan 〜神々の島の幻影〜」など
- 高橋宏樹：イギリス民謡による行進曲（2003年度課題曲）、ストリート・パフォーマーズ・マーチ（2005年度課題曲）、オーディナリー・マーチ（2010年度課題曲）、行進曲「勇気のトビラ」（2014年度課題曲）、March "Port Moresby"（2018年パプアニューギニア国音楽隊行進曲公募最優秀作品）など
- 田中賢：ネレイデス（1992年度課題曲）、メトセラ〜打楽器群と吹奏楽のために、紅炎の鳥、南の空のトーテムポールなど
- 田村文生：饗応夫人 太宰治作「饗応夫人」のための音楽（1994年度課題曲）、アルプスの少女、かわいい女、残酷メアリーなど
- 樽屋雅徳：マードックからの最後の手紙、民衆を導く自由の女神、想い麗し浄瑠璃姫の雫など
- 團伊玖磨：祝典行進曲、吹奏楽のための組曲「行列幻想」、新・祝典行進曲、吹奏楽のための奏鳴曲など
- 内藤淳一：吹奏楽のためのインヴェンション第1番（1983年度課題曲）、マーチ「夢と勇気、憧れ、希望」（1997年度課題曲）、マーチ・グリーン・フォレスト（1999年度課題曲・朝日作曲賞第1位）、式典のための行進曲「栄光をたたえて」（2001年度課題曲・朝日作曲賞第1位）、ブライアンの休日（2008年度課題曲・朝日作曲賞第1位）、その胸に抱け青雲の志 (マーチ)（2002年度下谷賞佳作）など
- 長生淳：香り立つ刹那（2012年度課題曲・全日本吹奏楽連盟作曲コンクール第1位）、アスキリヤヴェ ～ありしものへ（2012年クー・ド・ヴァン国際交響吹奏楽作曲コンクール第2位）、フォー・スターズ・オブ・トゥモロウ（2023年度JBA下谷賞）、四季連禱、トリトン、レミニサンス、交響曲、交響曲第2番、英雄の時代（アルト・サクソフォーン協奏曲）、天涯の庭（ユーフォニアム協奏曲）など
- 中嶋達郎：Arc…（2021年クー・ド・ヴァン国際交響吹奏楽作曲コンクール特別賞）など
- 中橋愛生：閾下の桜樹 〜吹奏楽のための（2009年度下谷奨励賞）、谺響する時の峡谷 〜吹奏楽のための交唱的序曲（2010年度下谷奨励賞）、科戸の鵲巣 吹奏楽のための祝典序曲、陽炎の樹 ー吹奏楽のための、遮光の反映 吹奏楽のためになど
- 名取吾朗：吹奏楽のための「アラベスク」（1973年度課題曲）、吹奏楽のための「風の黙示録」（1990年度課題曲）、吹奏楽のための交響的詩曲「地底」、吹奏楽のための詩曲「アトモスフィア」、吹奏楽のための詩曲「永訣の詩」など
- 西村朗：秘儀III -旋回舞踊のためのヘテロフォニー -（2015年度課題曲）、巫楽 ～管楽と打楽器のためのヘテロフォニー、秘儀I ～管楽合奏のための、秘儀II ～7声部の管楽オーケストラと4人の打楽器奏者のための～、秘儀IV《行進》、秘儀V《エクリプス》、秘儀Vl《ヘキサグラム》、秘儀Vll《不死鳥》、秘儀VIII《地響天籟》、秘儀Ⅸ《アスラ》など
- 西邑由記子：ブライト・ムーン（1994年コルチャーノ国際吹奏楽作曲コンクール佳作）、スパークルベリー（2007年コルチャーノ国際吹奏楽作曲コンクール佳作）、Flying Away（2023年度JBA下谷賞）など
- 朴守賢：暁闇の宴（2015年度課題曲・全日本吹奏楽連盟作曲コンクール第1位）、白の胎動（2024年度JBA下谷賞）など
- 原博：行進曲「スタウト・アンド・シンプル」（1986年度課題曲）、ミニシンフォニー 変ホ長調（2002年度課題曲）など
- 広瀬勇人：アメリカン序曲、ブレーメンの音楽隊、バベルの塔、ダビデの栄光など
- 広瀬正憲：迷走するサラバンド(2010年年度課題曲・朝日作曲賞第1位）、流沙（2013年度課題曲・全日本吹奏楽連盟作曲コンクール第1位）など
- 服部隆之：「碧空」（航空自衛隊創立50周年記念 防衛省依嘱作品曲）など
- 福島弘和：稲穂の波（1998年度課題曲）、道祖神の詩（2000年度課題曲・朝日作曲賞第1位）、行進曲「春」（2019年度課題曲）、柳絮の舞（2003年度下谷賞）、百年祭、アイヌ民謡「イヨマンテ」の主題による変奏曲（2007年度下谷奨励賞）、パッサカリアとトッカータ（2012年度下谷奨励賞）、シンフォニックダンス（2013年度下谷奨励賞）、吹奏楽のための交響的断章（2015年度下谷奨励賞）、舞踏幻想曲「ハンヤ」（2019年度JBA下谷賞）など
- 福田洋介：吹奏楽のための風之舞（2004年課題曲・朝日作曲賞第1位）、さくらのうた（2012年課題曲・朝日作曲賞第1位）、KA‐GU‐RA for Band（1999年度下谷賞佳作）、マーチ「ブランニュー・デイ」（2008年度下谷賞佳作）など
- 藤掛廣幸：吹奏楽のための協奏的序曲（1976年度課題曲）、白鳳狂詩曲（1983年度課題曲）、ロックン・マーチ（1991年年度課題曲）、ノスタルジック・ラプソディ（1975年度笹川賞創作曲コンクール第1位）、CHACONNNE（1976年度笹川賞創作曲コンクール第1位）など
- 藤田玄播：行進曲「若人の心」（1977年課題曲）、優雅な行進曲（1971年度JBA努力賞）、「吹奏楽のためのカンツォーネ」（1976年度笹川賞創作曲コンクール第1位）、吹奏楽のための天使ミカエルの嘆き、切支丹の時代、バルナバの生涯など
- 別宮貞雄：行進曲「清くあれ、爽やかなれ」（1988年度課題曲）など
- 保科洋：風紋（1987年度課題曲）、インテルメッツォ（2017年課題曲）、吹奏楽の為の「カプリス」（1974年度笹川賞創作曲コンクール第1位）、 古祀、愁映、交響曲、パストラーレ、Lamentation to- 、吹奏楽のためのカタストロフィ、復興、など
- 星出尚志：行進曲「紅毛氈」、北川木挽歌による幻想曲、ブラボー・ブラス!、丘の上のレイラ、ラ・グラン・マルシュなど
- 前川保：憂いの記憶 - 吹奏楽のための（2022年度課題曲・全日本吹奏楽連盟作曲コンクール第1位）、エタンセルマン・デュ・プリュネル（2015年度日本管打・吹奏楽学会作曲賞佳作）、「越海する黎明の風」～魏鏡が映す神々の記憶（2017年度日本管打・吹奏楽学会作曲賞）など
- 真島俊夫：吹奏楽のための交響詩「波の見える風景」（1985年度課題曲）、コーラル・ブルー〜沖縄民謡「谷茶目」の主題による交響的印象〜（1991年度課題曲）、五月の風（1997年度課題曲）、鳳凰が舞う―印象、京都 石庭 金閣寺―（2006年クー・ド・ヴァン国際交響吹奏楽作曲コンクール第1位）、Lento Lamentoso －すべての涙のなかに、希望がある（ボーヴォワール）－（2014年度下谷賞佳作）、三つのジャポニスム、三日月に架かるヤコブのはしご など
- 松尾善雄：マーチ「ハロー!サンシャイン」（1987年度課題曲）、そよ風のマーチ（1991年度課題曲）、クロマティク・プリズム（1996年度課題曲）、童夢（1998年度課題曲・朝日作曲賞第1位）、行進曲「虹色の風」（2003年度課題曲）、パクス・ロマーナ（2005年度課題曲・朝日作曲賞第1位）、ナジム・アラビー（2007年度課題曲）、フレンドシップ・マーチ（1986年度下谷賞佳作）、若い風（1987年度下谷賞）、サンキュー・ベリー・マーチ（1992年度下谷賞）、グリーン・ハーモニー（1993年度下谷賞）、スノー・クリスタル・マーチ（1994年度下谷賞佳作）、マーチ「グッドバイ！サンセット」（1996年度下谷賞佳作）、コンサート・マーチ「未来都市」（1998年度下谷賞佳作）、平安京幻影（1999年度下谷賞）、March "Step By Step"（2000年度下谷賞佳作）、三つのクレヨン画（2003年度下谷賞佳作）、行進曲「青春」（1984年度笹川賞創作曲コンクール第1位）、マーチ「オーシャン・ブルー」（1988年度笹川賞創作曲コンクール第1位）、LET'S MARCH!（1991年度笹川賞創作曲コンクール第2位）、光る風（1992年度笹川賞創作曲コンクール第3位）、マーチ「黒潮」（1993年度笹川賞創作曲コンクール第1位）など
- 松下倫士：選ばれし者 〜ヤマタノオロチ伝説によるファンタジー〜（2018年度JBA下谷賞）、土蜘蛛伝説〜能「土蜘蛛」の物語による狂詩曲（吹奏楽版）、M-Vミッションなど
- 間宮芳生：吹奏楽のための序曲（1986年度課題曲）、マーチ「カタロニアの栄光」（1990年度課題曲）、ベリーを摘んだらダンスにしよう（1994年課題曲）、行進曲「岩木」など
- 黛敏郎：トーンプレロマス55、スポーツ行進曲など
- 三澤慶：海へ... 吹奏楽の為に（2006年度課題曲）、勇者のマズルカ（2013年課題曲）など
- 南俊明：マーチ「春風」（2005年度課題曲）、 憧れの街（2007年度課題曲）など
- 三善晃：吹奏楽のための「深層の祭」（1988年度課題曲）、吹奏楽のための「クロス・バイ・マーチ」（1992年度課題曲）、スターズ・アトランピック '96など
- 八木澤教司：優位な曲線 〜ヴァシリー・カンディンスキーに寄せて（2010年度下谷奨励賞佳作）、交響詩「母なる北方の大地－すべての生命を讃えて」（2011年度下谷奨励賞）、吹奏楽のための音詩「輝きの海へ」、吹奏楽のための抒情詩「秋風の訴え」など
- 矢部政男（オランダ語版）：マーチ・エイプリル・メイ（1993年度課題曲）、バンド・マーチング・オン（1985年度下谷賞）、ノーザン・エコー（1988年度下谷賞）、太陽に向かって（1990年度下谷賞佳作）、インスパイアー（1993年度下谷賞佳作）、風に乗って（1981年度笹川賞創作曲コンクール第3位）、行進曲「海の貴婦人」（1984年度笹川賞創作曲コンクール第2位）、March Light Staff（1986年度笹川賞創作曲コンクール第2位）、「March " April. May」（1989年度笹川賞創作曲コンクール第2位）、航空自衛隊行進曲「空の精鋭」（航空自衛隊制式行進曲）など
- 矢代秋雄：序曲「白銀の祭典」、式典組曲など
- 山内雅弘：架空の伝説のための前奏曲（2005年度課題曲・朝日作曲賞第1位）、宙（そら）の時　～吹奏楽の為の（2009年東京佼成ウインドオーケストラ作曲コンクール第1位）など
- 山口哲人：「薔薇戦争」より 戦場にて（2011年度課題曲・全日本吹奏楽連盟作曲コンクール第１位）、「ヘンリー８世」の音楽より（2014年度日本管打・吹奏楽学会作曲賞佳作）、メディテーションとダンス（2015年度日本管打・吹奏楽学会作曲賞佳作）、前奏曲『コリオレーナスの悲劇』（2018年度日本管打・吹奏楽学会作曲賞）、行進曲『シーザーの凱旋』ー ジュリアス・シーザー ーより（2019年度日本管打・吹奏楽学会作曲賞佳作）、“4Elements”～四大元素～吹奏楽のための4つの断章（2021年クー・ド・ヴァン国際交響吹奏楽作曲コンクール第3位）など
- 和田薫：吹奏楽のための土俗的舞曲（1984年度課題曲）、吹奏楽のための交響詩 “天地人”、吹奏楽のための交響的印象［海響］など
- 和田直也：魔法の翼で、フラワー・クラウンなど
- 渡部哲哉：コンサートマーチ「ジョイフル・ポケット」（2002年度下谷賞）、吹奏楽のための舞楽「古都の彩り」（2003年度下谷賞佳作）、行進曲「春色の扉」（2006年度下谷賞佳作）、行進曲「風の音に乗って」（2004年度自由演奏会作曲コンクール最優秀賞）、ハピネステップ（2011年度日本管打・吹奏楽学会作曲賞佳作）など

1. 課題曲は全日本吹奏楽コンクールにおける課題曲とする。
2. 編曲作品は非掲載とする。ただし、作曲者自身または作曲者の指示・指導を得た第三者による吹奏楽版は掲載とする。

## 楽団

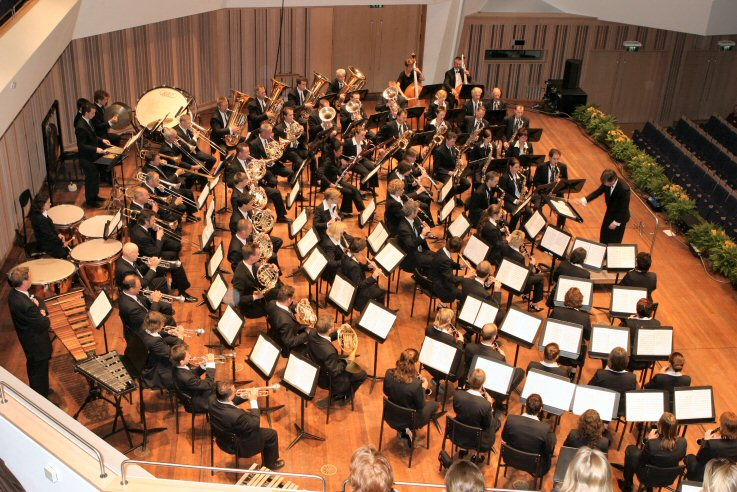
吹奏楽編成による演奏風景

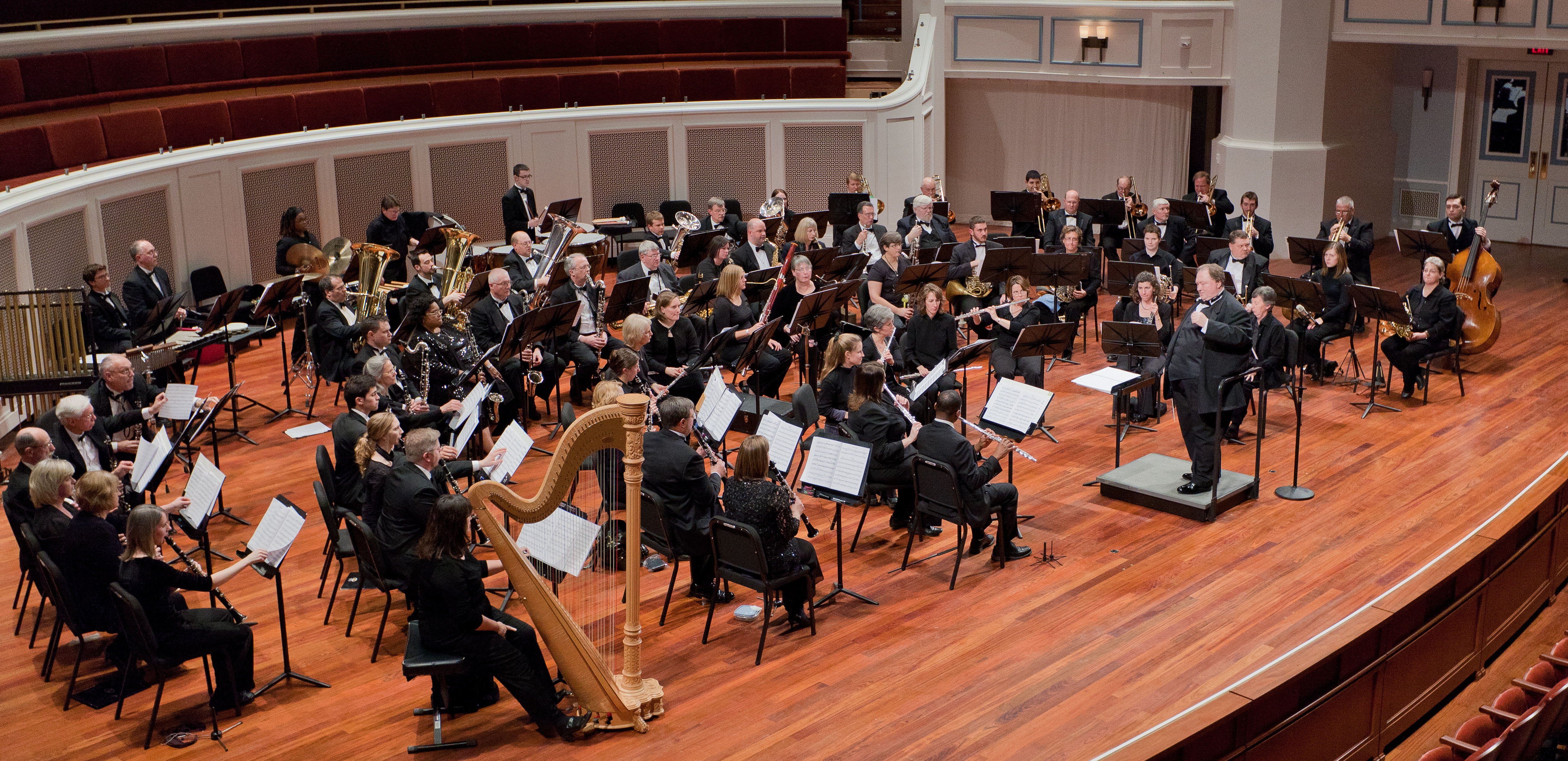
吹奏楽編成による演奏風景（コンサートバンド）

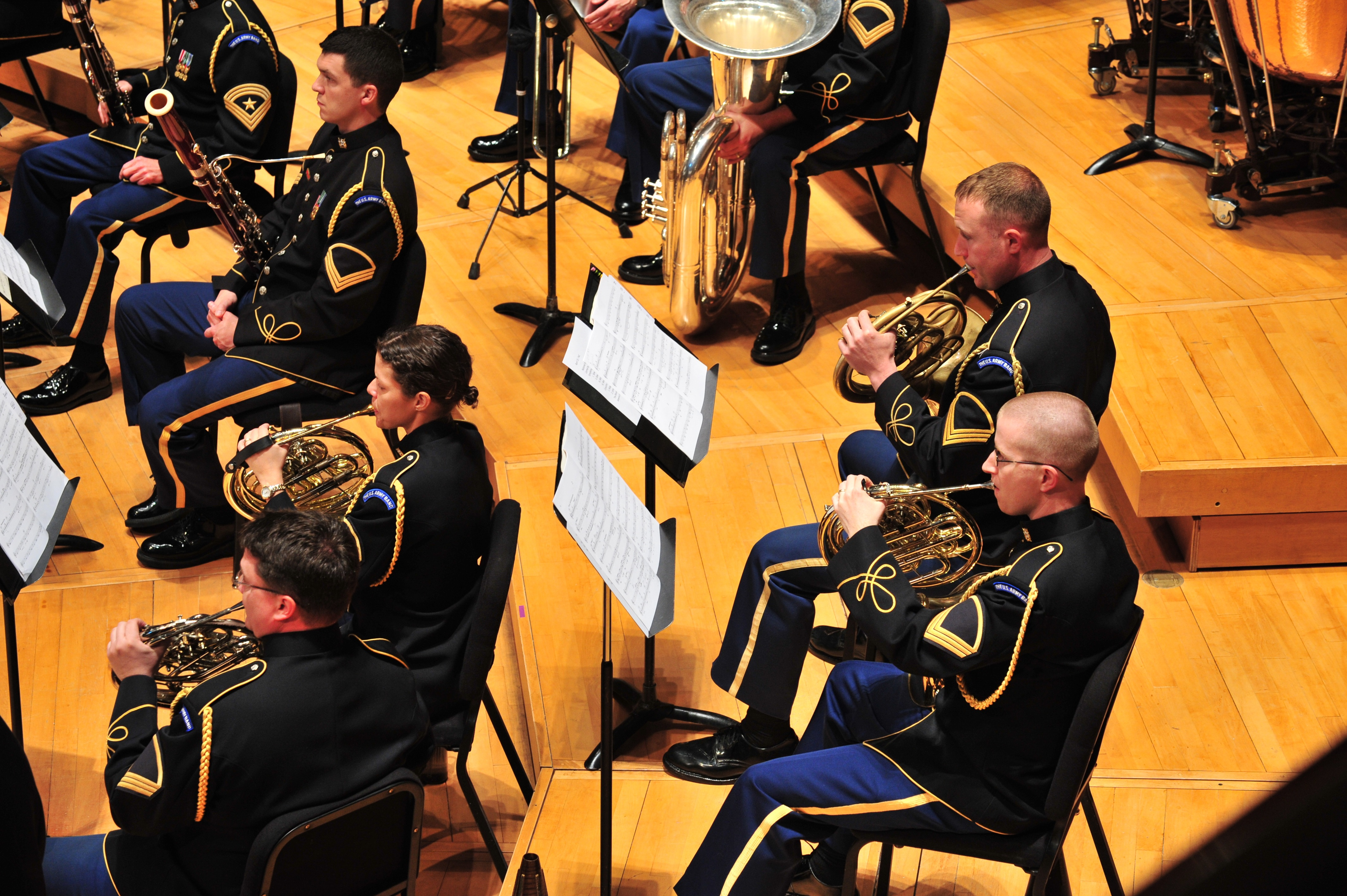
吹奏楽編成による演奏風景（軍楽隊）

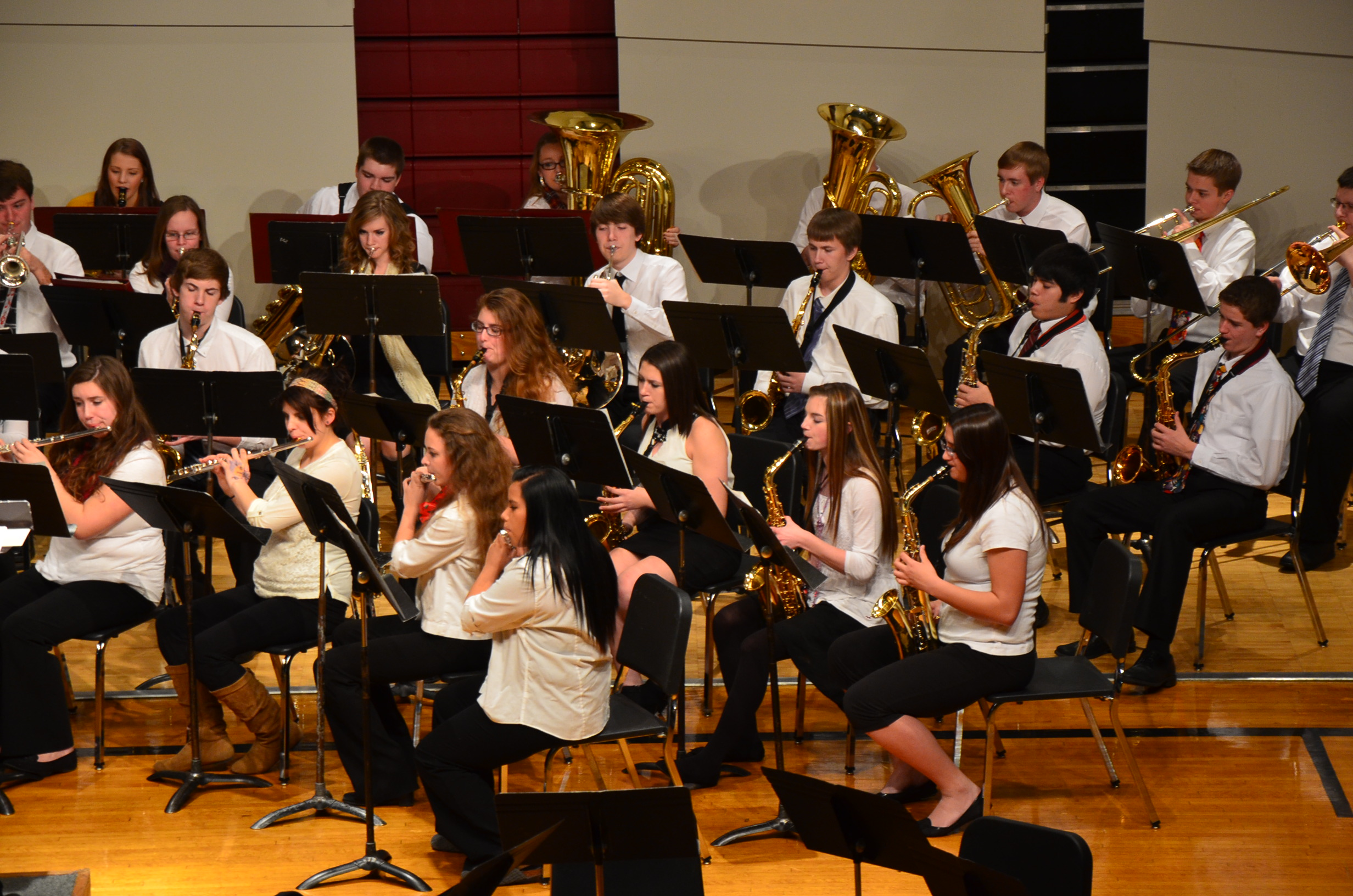
吹奏楽編成による演奏風景（スクールバンド）

特に厳密な編成は定められていない。

### 吹奏楽団
各国ごとに特徴がある形態。フランスやイタリアでは、木管楽器の音色を重視した編成が採られている。オーストリアやドイツでは、金管楽器を多くして全体に硬く重々しい音色を持つ編成が採られており、ロータリー・バルブのフリューゲルホルンやテノールホルンを使用する点が特徴である。イギリスでは、民族楽器のバグパイプを主体とした編成が発生し、現在でも軍楽隊などで見ることができるものの、産業革命に伴い金管楽器の製造が盛んになるにつれ、娯楽として金管楽器を中心とした英国式ブラスバンドが編み出され、現在ではジャンルを確立している。アメリカでは、アメリカ吹奏楽指導者協会（ABA）が編成基準を定めており、それに従った編成が進められている。例えばテノールホルンの代わりにユーフォニアムを用いる。日本では、軍楽隊創立当時、陸軍はフランスから、海軍はイギリスから指導者を招いたため、楽器編成・用語・音色などが二通りあって一定しなかったものの、公益社団法人日本吹奏楽指導者協会により標準編成案が発表され、これを基準とする場合が多い。

### ウインド・アンサンブル
管弦楽の管楽器セクションと同様に各楽器は1パート1人編成を原則とする形態。フェネルがイーストマン音楽学校において提唱した概念で、前述の吹奏楽団における形態の一つである。杓子定規に守られるのではなく、一つのパートを複数の奏者で演奏する。常にメンバー全員であらゆる楽曲を演奏するのではなく、楽曲ごとに作曲者が指定した編成に従い奏者数が増減する。

### 英国式ブラスバンド（British brass band）
サクソルン属の金管楽器を中心とするブラスバンドの形態。四声に分かれたB管のソロコルネットと三声に分かれたコルネットを中心に、高音域をEs管のソプラノコルネットで補う。フリューゲルホルンがコルネットの音色に幅をもたせ、テナーホルンとトロンボーンが和声部を受け持つ。ユーフォニアムが旋律を助け、バスが低音域を支える。さらに打楽器が加わる。輝きのある響きを持ち、オルガンのそれを思わせるものもあれば、超絶技巧もある。金管楽器主体の編成であることから、指導が比較的容易であるため、アマチュアが取り組み易いといった側面もある。また、救世軍では世界各地にスタッフバンドと称したブラスバンドを置いており、独自の豊富なレパートリーを有している。
一般的な吹奏楽編成で知られる曲も、初めは英国式ブラスバンド編成で書かれた曲の場合があり、フィリップ・スパークの『宇宙の音楽』やピーター・グレーアムの『ハリソンの夢』などが挙げられる。作曲者自身の手によって英国式ブラスバンド編成から吹奏楽編成へ編曲する手法は、ヨーロッパの作曲家を中心に多く見られる。

### ファンファーレ・バンド（fanfare band）
金管楽器、サクソフォーンおよび打楽器による形態。オランダ、ベルギーを中心に普及している。3声のBフリューゲルホルンを中心に、高音域をEsフリューゲルホルンが補うものの、現在ではこの楽器は、EsトランペットもしくはEsコルネットで代用される。サクソフォーンは1声のソプラノ、2声のアルト、1声のテナー、1声のバリトンで構成されるが、オプションとしてバスサクソフォーンなどが使用されることもある。このほか、3声のトランペット、4声のフレンチホルン、バリトン、2声のユーフォニアム、EsもしくはFチューバ、BもしくはCチューバ、そして打楽器による編成が一般的である。英国式ブラスバンドと響きが似ているものの、サクソフォーンとフリューゲルホルンの豊かな響きと細かい動きの特徴を生かした作品が多い。オランダにおいてはファンファーレ・オルケスト（蘭: fanfareorkest）、ファンファーレ・バンド（英: fanfare Band）という名称の楽団も存在し、日本でも洗足学園音楽大学がオランダ語に基づくファンファーレ・オルケストの名称を使用している。

### ポザウネンコア（Posaunenchor）
ドイツにおけるブラスバンドの形態。直訳は「トロンボーン（喇叭）の合唱隊」であるものの、実際にはそれ以外の楽器も含むプロテスタント教会専属のアマチュア金管合奏団、つまり金管聖歌隊である。礼拝などで基本的に賛美歌などを演奏する。
賛美歌の演奏には、会衆やオルガニストと同じソプラノ・アルト・テノール・バスの4声コラールによる実音のスコア（in C）をそのまま用いる（調を用いる吹奏楽譜のような移調によるパート譜は作成しない）。
実際には会衆のコラールの伴奏のほかに、オルガンとの掛け合いや、前奏にファンファーレや序曲、後奏にはフーガや歌なしのコラール、行進曲などが奏される。またクリスマス近くになると、街の広場でクリスマスの賛美歌なども演奏する。
レパートリーとしてはバッハのカンタータなどから取ったコラールが多い。ルネサンス音楽、メンデルスゾーンによる無言歌の編曲、ハイドンによるディヴェルティメントの編曲などもある。
オリジナル曲では以下の曲がある。
- マテイアス・キーファーの「サー・エドワードのファンファーレ」
- トラウゴット・フュンフゲルトの「トランペット・ヴォランタリー」
- トーマス・ウェールケスの「ダヴィデの息子へのオジアンナ」
- ラルフ・グレースラーの「旦那、いてくだされ！」
- オリヴァー・グレーネヴァルトの「兄弟よさようなら」
- トーマス・モルレイの「3つのトロンボーンの為の2つのカンツォネッテン」
- ディーター・ヴェンデルの「教会が建てられた」
- マグダレーネ・シャウス＝フラッケの「主よ、私たちに力を与えたまえ」
- カール＝テオドール・フュッターロットの「イギリスのクリスマス」

### ハルモニームジーク
室内楽による形態。管楽器で構成される。

## 楽器
特に厳密な編成は定められていない。各パートにおける人数も、厳密に規定されていない楽曲が大多数である。吹奏楽で使われる楽器は、フラット系の調性を持つ移調楽器が多い。ここでは、現在用いられている楽譜にある最大公約数的な編成を示す。

### 木管楽器
- フルート（通常2パート。記載音と実音が同じ）
  - ピッコロ（フルートより1オクターヴ高い。フルートと持ち替えることがあるものの、ほとんどの場合は独立している）
- オーボエ（多くの楽譜で記載があるものの、このパートを欠いても演奏できるようになっていることが少なくない。通常1パートであるものの、大編成だと2パートのこともある）
  - コーラングレ（イングリッシュホルンとも。主に大編成の曲で用いられる。持ち替えとして用いられることも多い。ソロの役割を担当することが多い。F管）
- ファゴット（バスーンとも。小編成以外の楽譜で記載があるものの、このパートを欠いても演奏できるようになっていることが多い。通常1パートであるものの、大編成だと2パートのこともある）
  - コントラ・ファゴット（多くはないものの、編成に含まれる楽曲もある）
- クラリネット
  - ソプラニーノ・クラリネット（Esクラリネットとも。多くの楽譜で記載があるものの、このパートを欠いても演奏できるようになっていることが多い）
  - ソプラノ・クラリネット（通常3パート。B管）
  - アルト・クラリネット（多くの楽譜で記載があるものの、このパートを欠いても演奏できるようになっていることが多い。Es管）
  - バス・クラリネット（1オクターヴ低い。主に低音、伴奏を担当。B管）
  - コントラアルト・クラリネット（必須で指定されている楽曲はほとんどないものの、使用する演奏団体も少なくない。低音や音色の+αとして用いられることが多い）
  - コントラバス・クラリネット（多くはないものの、編成に含まれる楽曲もある）
- サクソフォーン（サックスとも）
  - ソプラノ・サクソフォーン（指定されている楽曲があるものの、欠いても演奏できるようになっていることが多い。持ち替えの場合もある。B管）
  - テナー・サクソフォーン（オブリガートを担当することが多い。通常1パートであるものの、大編成だと2パートのこともある。B管）
  - アルト・サクソフォーン（通常2パート。主にメロディを担当する。Es管）
  - バリトン・サクソフォーン（低音を担当。バス・クラリネットとユニゾンおよびハーモニーのことも多い。Es管）
- サリュソフォーン（通常の編成には入らないものの、大規模な曲で使用する場合がある）

### 金管楽器
- トランペット（2パートまたは3パート。ポピュラー系の曲や大規模な楽曲では4、5パートになる場合もある。B管が主流。ミュートにより音色を変えることも多い）
  - コルネット（かつては吹奏楽の中心的な楽器だったものの、近年はトランペットが主に使用される。編成によってはトランペットとは別パートとして用いられる）
  - フリューゲルホルン（持ち替えで使用されることがある。その場合はソロ楽器として用いられることが多い）
- フレンチホルン（2パートないし4パート。F-Bフルダブルホルンが主流であるものの、F管またはB管シングルホルンもよく用いられる。かつての日本ではサクソルンとメロフォンを用いていた時期があった）
- トロンボーン（3パートまたは4パート。ミュートにより音色を変えることも多い）
  - テナー・トロンボーン
  - バス・トロンボーン
- ユーフォニアム（大方1パートであるものの、2パートの場合もある）
  - バリトン
- チューバ（大方1パートであるものの、2パートの場合もある。ピストン式チューバとロータリー式チューバがある。B管が主流）
  - バス

### 弦楽器・特殊楽器
- ヴァイオリン（過去には、オプションとして使用する例もあった。全日本吹奏楽コンクールでは使用できない）
- ヴィオラ（過去には、オプションとして使用する例もあった。全日本吹奏楽コンクールでは使用できない）
- チェロ（ヨーロッパにおける大編成の吹奏楽団やアメリカ空軍軍楽隊では標準編成に含まれる。全日本吹奏楽コンクールでは使用できない）
- コントラバス（ダブル・ベース、ストリング・バス、弦バスとも。多くの楽譜で記載があるものの、このパートを欠いても演奏できるようになっていることが多い。またチューバと同じパートを弾くこともある）
- エレクトリック・ギター（ポピュラー系の曲で多用される。全日本吹奏楽コンクールでは使用できない）
- エレクトリック・ベース（ポピュラー系の曲で多用される。全日本吹奏楽コンクールでは2006年まで使用できたものの、2007年から禁止となった[注釈 1]）
- ハープ（通常の編成には入らないものの、大規模な曲で使用する場合がある。また、航空自衛隊航空中央音楽隊にはハープ担当の隊員が所属している）
- チェレスタ（通常の編成には入らないものの、大規模な曲で使用する場合がある）
- ピアノ（通常の編成には入らないものの、大規模な曲で使用する場合がある。ハープとチェレスタの代用楽器として使用する場合と、正規のピアノパートとして使用する場合がある）
- チェンバロ（通常の編成には入らないものの、大規模な曲で使用する場合がある。全日本吹奏楽コンクールでは使用できない）
- オルガン

### 打楽器
- ティンパニ （大きさの異なる3台〜5台を組み合わせた1組を演奏する。2組以上用いる大規模な楽曲もある）
- スネアドラム （小太鼓、サイド・ドラムとも。譜面上は S.D.と略記されることが多い）
- バスドラム （大太鼓、ベース・ドラム、グランカッサとも。譜面上は B.D.と略記されることが多い）
- シンバル（合わせシンバルおよびサスペンデッドシンバル。譜面上はCym. またはCyms. と略記されることが多い）
- ドラムセット （ポピュラー系の曲で多用される）
- 銅鑼（ゴング、タムタムとも。厳密には異なる楽器であるものの、広義ではほぼ同楽器として扱われている）
- ボンゴ
- コンガ
- ティンバレス（ラテン系の曲で多用される）
- 小型打楽器
  - トライアングル
  - タンバリン
  - カスタネット
  - 木魚（テンプル・ブロックとも）
  - ウッドブロック
  - クラベス
  - ギロ
  - カウベル
  - アゴゴ
  - マラカス
  - シェイカー
  - スレイベル
  - カバサ
- 鍵盤打楽器
  - シロフォン（木琴とも）
  - マリンバ
  - グロッケンシュピール（鉄琴とも）
  - ヴィブラフォン
  - チューブラーベル（チャイムとも）
- 鐘
- サイレン
- サイレン・ホイッスル
- フレクサトーン
- ウインドマシーン
- サンダーマシーン

## 日本の吹奏楽

### 日本における吹奏楽の歴史
日本における吹奏楽の歴史は、1869年に薩摩藩が藩士の選抜を経たイギリス人ジョン・ウィリアム・フェントンの指導により薩摩バンド（薩摩藩軍楽隊）を結成した時に始まる。軍隊の西洋化を目指す薩摩藩主島津久光がイギリスの軍楽隊に倣った。そのメンバーが廃藩置県を経て陸軍・海軍に創設された軍楽隊の中核となった。なお、軍楽隊の響きが初めて鳴り響いたのは1853年にマシュー・ペリーが浦賀に来た際と言われる。
当時、演奏会は軍楽隊が行っており、それによって多くの曲を紹介してきた。大正時代には学校音楽にも吹奏楽が取り入れられ、そのほか百貨店・遊園地などに少年音楽隊が生まれ、また民間吹奏楽団が組織されて一般市民に広まった。
1939年には、大日本吹奏樂聯盟（現在の一般社団法人全日本吹奏楽連盟）が発足した。1940年には、全日本吹奏楽コンクールが毎年開かれ、演奏会も多く行われるようになった。第二次世界大戦が始まる頃から、吹奏楽は戦意高揚や国威発揚のために利用されるようになり、盛んになった。
第二次世界大戦後、演奏する機会を失っていたものの、青少年教育にとって音楽の持つ意義が見直されたことから、再び学校で採用され、新しい学校音楽教育が唱歌教育から器楽教育に移ったこともあって、数も増え、演奏技術も向上した。1961年11月には、フランスのギャルド・レピュブリケーヌ吹奏楽団が初来日し、演奏会を開催して当時の聴衆に大きな影響を与えた。1967年には、公益社団法人日本吹奏楽指導者協会が設立された。
現在となっては中高生の部活動の人気度ベスト5に入るなど、子供から関わりを持つ事が増えている。

### レパートリー
レパートリーの特徴として、編曲された楽曲が依然として重要な位置を占めていることが挙げられる。
クラシックからの編曲は、編曲の品質が高い。楽団に共通点を持つジャズからの編曲も、レパートリーの拡充に至った。
ポピュラー音楽からの編曲にもスタンダードなレパートリーとして定着しているものが多く、演奏会で採用される機会も多い。ニュー・サウンズ・イン・ブラスは、J-POPなどの音楽を編曲したシリーズである。
当初から吹奏楽編成で作曲された演奏会用の楽曲も多く存在する。これらは前述の編曲作品との対比から「オリジナル（楽曲）」と呼ばれる。アメリカではスクールバンドの活動が盛んなので、スクールバンド向けの楽曲が多く作られており、日本でもよく取り上げられる。その中には演奏会におけるスタンダードなレパートリーとして定着したものも多い。
現在は日本の会社もポップス曲を多く編曲している。
近年の傾向としては、ヨーロッパの作品も多く紹介されるようになり、レパートリーとして定着している。また、ヨーロッパの作品は、もともとブラスバンド用に書かれ、作曲者自身の手によって吹奏楽版が作られ、重要なレパートリーとして定着している曲もある。

### コンクール

#### 演奏コンクール
日本では、アマチュア吹奏楽団体を対象にした演奏コンクールがいくつか開催されている。
- 全日本吹奏楽連盟の主催による演奏コンクール
  - 全日本吹奏楽コンクール - 毎年夏から秋にかけて行われる日本で最も大きな規模の演奏コンクール。大編成の部、A編成の部などで地区予選、県予選、支部予選が行われる演奏コンクールの最上位大会。中学生の部、高等学校の部、大学の部、職場・一般の部が存在する[10]。
  - 全日本アンサンブルコンテスト - 毎年冬から春にかけて行われる各パート1人で3名以上8名までという少人数の管打楽器アンサンブルを対象にした演奏コンクール。中学生の部、高等学校の部、大学の部、職場・一般の部が存在する[11]。
  - 全日本小学生バンドフェスティバル（ステージ部門[注釈 2]） - 2024年度より全日本吹奏楽コンクール・大学の部と同日に開催[12]。立奏を中心としたフロア部門[注釈 3]とは異なり、ステージ上の座奏を中心とした演奏形式のコンクール[13]。
- 支部吹奏楽連盟の主催による演奏コンクール
  - 東日本学校吹奏楽大会 - 北海道吹奏楽連盟、東北吹奏楽連盟、東関東吹奏楽連盟、西関東吹奏楽連盟、東京都吹奏楽連盟、北陸吹奏楽連盟により行われる演奏コンクール[14]。小編成の部、B編成の部、小学生の部などで地区予選、県予選、支部予選が行われる演奏コンクールの最上位大会。
- 全日本吹奏楽連盟以外の主催による演奏コンクール
  - 全国高等学校総合文化祭 - 文化庁、全国高等学校文化連盟主催。高等学校を対象。毎年夏に行われる祭典。
  - 中部日本吹奏楽コンクール - 中日新聞社、中部日本吹奏楽連盟主催。中学校および高等学校を対象。毎年夏に行われる東海支部で最も大きな規模の演奏コンクール。
  - 日本管楽合奏コンテスト - 日本音楽教育文化振興会主催。小学校および中学校、高等学校を対象。
  - 日本学校合奏コンクール グランドコンテスト - 日本学校合奏コンクール委員会主催。小学校および中学校、高等学校を対象。管弦楽(弦楽合奏を含む)、吹奏楽(金管バンドを含む)、器楽合奏(邦楽合奏も含む)など自由な楽器編成による合奏コンクール。
  - こども音楽コンクール 管楽合奏の部 - TBSラジオなどの主催。小学校および中学校を対象。吹奏楽、金管合奏、木管合奏、トランペット鼓笛隊、ドリル演奏などの編成(シンセサイザー、エレキベースなどは補助的な効果音や部分的な使用についてのみ認める)。

#### 作曲賞・作曲コンクール
日本では、吹奏楽編成の曲を公募する作曲賞・作曲コンクールがいくつかある。
- JBA下谷賞 - 日本吹奏楽指導者協会（JBA）が主催。吹奏楽作品の開発と吹奏楽作曲家の育成による吹奏楽の振興・発展を目的として制定。1968年から実施。
- 朝日作曲賞 - 朝日新聞社が主催。1990年度から毎年実施。入選作品は原則として全日本吹奏楽コンクール課題曲となる。
- 日本管打・吹奏楽学会作曲賞 - 一般社団法人日本管打・吹奏楽学会が主催。小学校・中学校・高等学校の吹奏楽活動における様々な編成（小編成～大編成、管楽器を含む自由な編成）に対応する新しいレパートリーの開発と普及と、学校現場の実態に即した教材的要素に適応する若い優秀な作曲家の育成を目的として実施。2011年度から毎年実施。
- SHOBI吹奏楽作曲コンクール - 尚美ミュージックカレッジ専門学校が主催。高校生、または高等学校を卒業した者で、音楽関連分野への進学を検討中の者を対象。
- 福島市古関裕而作曲コンクール - 福島市、福島市古関裕而作曲コンクール実行委員会が主催。日本国籍を有する者、または日本在住者（年齢制限なし）を対象。第1回を2022年、第2回を2024年に実施。

##### 過去に実施されていた作曲賞・作曲コンクール
- 笹川賞創作曲コンクール - 日本国民音楽振興財団が主催。財団の目的である「アマチュア音楽の振興」の趣旨に則り、日本人による作曲を奨励し、それらの曲をこの分野のアマチュアに普及させ、併せて新人作曲家の登竜門にしようと制定。1974年度から1993年度までの20年間において19回実施。
- 東京佼成ウインドオーケストラ作曲コンクール - 東京佼成ウインドオーケストラが主催。第1回を2006年、第2回を2009年に実施。
- 全日本吹奏楽連盟作曲コンクール - 全日本吹奏楽連盟が主催。2008年から2021年まで毎年実施。受賞作品は翌年度の全日本吹奏楽コンクール課題曲となった。

### 演奏団体

#### 民間プロ吹奏楽団
東京佼成ウインドオーケストラ、Osaka Shion Wind Orchestraおよびシエナ・ウインド・オーケストラが、日本の三大プロ吹奏楽団として知られる。

#### 公務員音楽隊
日本には、自衛隊、消防、警察などの行政組織に属する吹奏楽団（音楽隊）が多数存在する。自衛隊音楽隊や一部の消防・警察音楽隊は、音楽大学などから隊員を採用し、ほぼ演奏業務に専念する事実上のプロ楽団である。現在日本には国公立直営で専属雇用する楽団や合唱団が存在しないため、ドイツなど欧州大陸には多数見られる公務員身分の音楽家は、大部分これらの音楽隊に集約されている。

##### 自衛隊音楽隊

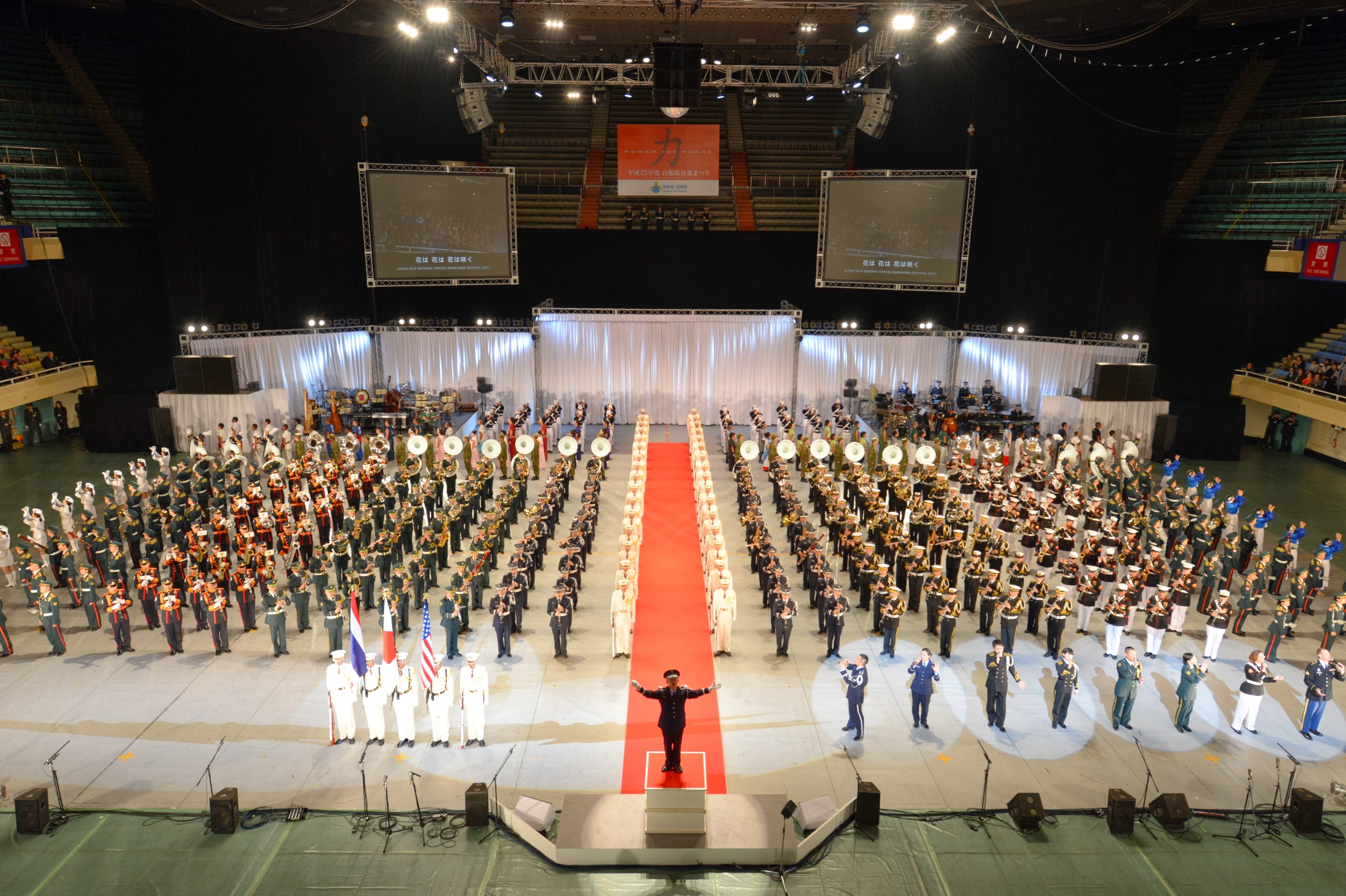
自衛隊音楽まつり（2013年）

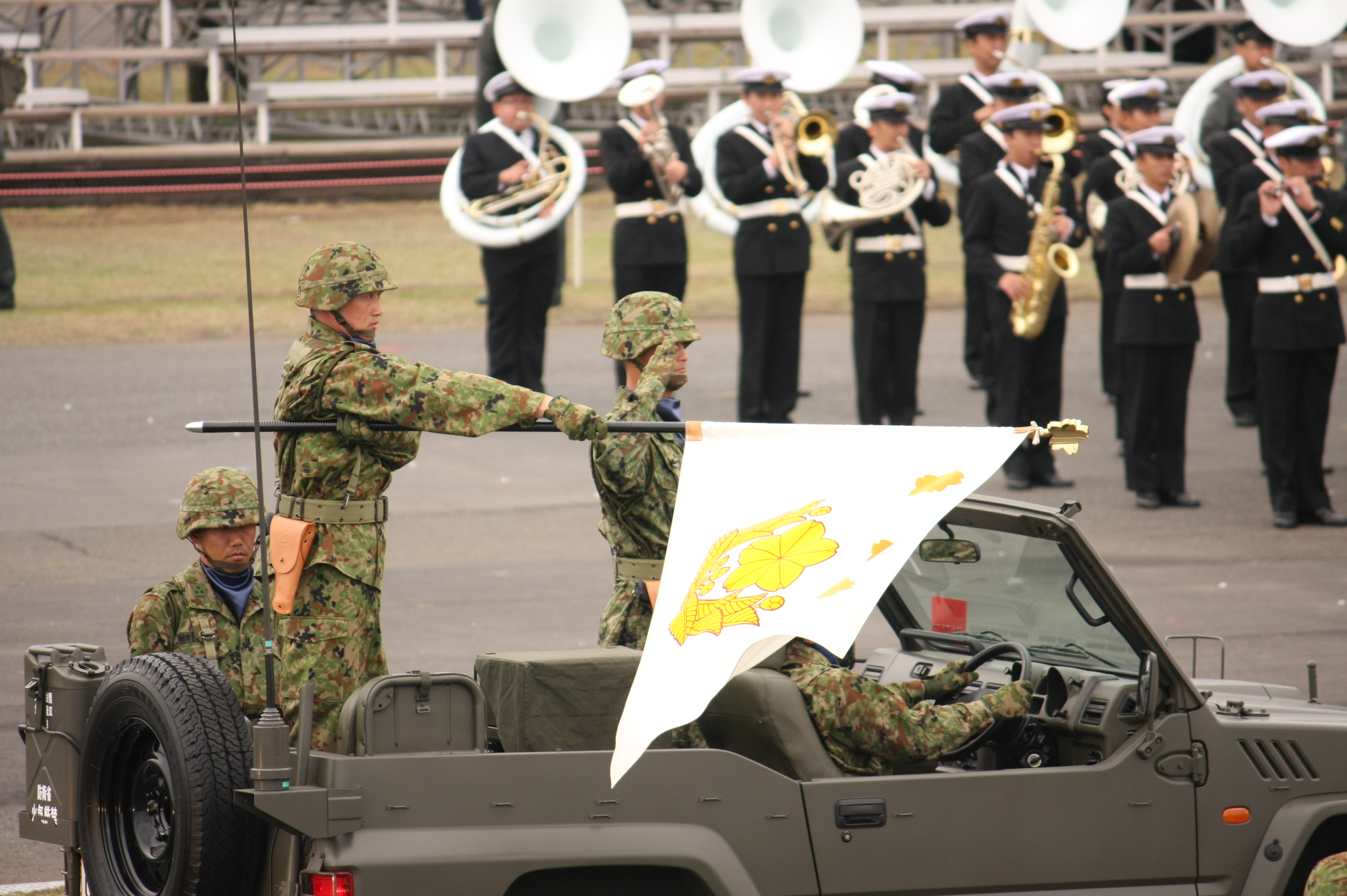
自衛隊記念日観閲式（2010年）

軍楽隊は軍の行進や士気高揚、さらに式典や広報活動などの演奏を任務とする。
日本では、明治以降の陸海軍に軍楽隊が置かれていた。現代では陸上・海上・航空の3自衛隊にそれぞれ複数の「音楽隊」が置かれている。音楽隊員の身分はすべて自衛官である。各音楽隊の中でも陸上自衛隊中央音楽隊は、国賓に対する栄誉礼の奏楽を行う日本で唯一の音楽隊であり、「日本を代表する吹奏楽団」を自ら称する。
防衛大学校や陸上自衛隊高等工科学校においては、学生は必ず運動部に参加する規則があり、文化部は運動部との掛け持ちでしか参加できない。しかし、吹奏楽部は学校行事や各種式典においての学校の顔となる役割を持つため、例外的に運動部と同様に活動時間が確保される。

##### 消防音楽隊
日本では、消防音楽隊は、各自治体の消防本部あるいは消防団によって運営される。吹奏楽編成のものが多い。ほかに信号ラッパのみ、あるいは打楽器を加えた編成も数多い。
音楽隊員の身分は、消防職員のみ、また消防団員のみ、あるいは混成、さらに一般人をも含んだりと多岐に亘る。
活動内容は、吹奏楽を通じた防火・防災の啓蒙・広報活動を目的とし、消防関係の式典や行事（出初式など）における演奏や、地域からの依頼演奏のほか、定期演奏会などの自主的な演奏がある。
個人負担金は団体ごとの規定によるものの、ないところが多い。

##### 警察音楽隊
日本では、警察音楽隊は、警視庁（東京）をはじめ各道府県警ごとに音楽隊が運営される。ほかにカラーガード隊が配備されているところもある。
音楽隊員の身分は、警察官もしくは警察職員である。音楽隊と警察の通常業務を兼ねている隊を兼務隊、音楽隊の業務のみに従事している隊を専務隊と呼ぶ。
皇宮警察や海上保安庁にも兼務隊の音楽隊が設置されている。
外国においては、ロンドン警視庁音楽隊やパリ警視庁音楽隊などの吹奏楽編成による活動が知られる。

##### 税関音楽隊
東京税関、横浜税関、大阪税関および神戸税関は、広報活動のための音楽隊を運営している。

#### 学校吹奏楽部
日本では、学校吹奏楽部は、クラブ活動や部活動として行われる課外活動の一形態となる。一部の高等学校では、吹奏楽局や吹奏楽委員会が設置されるケースがある。吹奏楽編成が多いものの、マーチングバンドも存在する。
活動内容は、各種コンクール、文化祭での発表、運動会での行進演奏、式典演奏などにおける諸行事での演奏、地域の音楽祭、慰問演奏、定期演奏会など。
負担金は部費という形で集められ、額については校外から専門の講師を呼ぶ場合は高くなる。団体の収入としては、その他にも学校や地方公共団体から補助が入る。楽器を購入する代金は備品、楽譜を購入する代金は消耗品と予算科目が異なる。

#### 応援団吹奏楽部
日本では、応援団吹奏楽部は、スポーツ応援の鳴り物要員が多い。中学・高校などでは文化部として設立された吹奏楽部が学校行事として応援に協力することが多いものの、大学などでは応援活動を行うために応援団の傘下に常設団体として設立された吹奏楽部が応援を行っていることもある。
当初は応援団の鳴り物部隊として設立された吹奏楽部が成長し、応援活動だけではなく、学内吹奏楽団体として幅広く音楽活動を行うようになった団体も多い。
応援団吹奏楽部とは別にサークルや文化会所属団体が音楽活動を担っている例がある。応援団から独立した団体の場合、歴史的な経緯から文化会に所属する団体として活動するのではなく、文化会や体育会ではない学生会（学友会）の団体として活動している例もある。
また、応援団吹奏楽部として活動している団体においても、応援活動と音楽活動のバランス配分については、応援団本部と学内吹奏楽団体の力関係や意思選択などの要因で、応援活動を吹奏楽部の主要活動目的として活動している団体から、吹奏楽部の主要活動目的は音楽活動という団体まで、かなりの温度差がある。
このような団体は、体育会連合に加えて文化会連合も所属するという立場にある場合が多い。

#### 企業吹奏楽団
日本では、企業吹奏楽団は、楽器を趣味とする社員有志のクラブが多い。社内で従業員による吹奏楽団体を結成しようとした場合、数十人単位の人数が必要となるため、自ずと会社規模の大きい企業が多い。一例として、楽器メーカーのヤマハにより自社製品の宣伝とヤマハ硬式野球部の応援団を兼ねるヤマハ吹奏楽団浜松がある。ほかに、NTT西日本中国吹奏楽クラブ（NTT西日本-中国を経てNTTビジネスソリューションズ）、ブリヂストン吹奏楽団久留米（ブリヂストン）、阪急百貨店吹奏楽団（阪急百貨店）、NEC玉川吹奏楽団（日本電気）といったバンドが全日本吹奏楽コンクールや全日本アンサンブルコンテストなどへの出場を通じて広く知られる。

#### 市民吹奏楽団
日本では、一般には学校や企業といった特定の組織に依存せず、「○○市民吹奏楽団」のような呼称で市民吹奏楽団として活動するサークルを指すことが多いものの、厳密な言葉の定義が存在しないため、特定校の卒業生しか入団できないOB吹奏楽団（OG吹奏楽団）なども含め、全日本吹奏楽連盟に一般の部として加盟登録される団体がここに分類される。
楽団の構成員は、社会人が中心となることが多いものの、学生が参加する例も見受けられ、中には楽団員の大半が学生という市民吹奏楽団も存在する。
活動内容は、市民吹奏楽団の活動方針によって様々であるものの、各種演奏会の開催、全日本吹奏楽コンクールへの出場、地域における音楽祭への参加（明石市における吹奏楽の夕べなど）、慰問演奏などである。
市民吹奏楽団の多くは、楽器の調達費や日々の活動資金の大半を所属楽団員から徴収する団費で賄っているものの、市町村などの地方公共団体や各種民間団体などから支援を受けて活動している市民吹奏楽団も存在する。
楽器編成は、楽器を持つ者が自由意志で参加しているという性質上、アンバランスになることが多い。そのため、足りないパートを補うために賛助出演者（通称は助っ人）・エキストラ（通称はトラ）を呼ぶことがあるものの、楽器編成に厳密性が求められていないと解釈されることが多い現状から、他の楽器で代用されることもある。

## メディアミックス

### 書籍

#### 評論
- 「吹奏楽のためのスコア入門〜演奏が変わるスコアリーディング講座〜」（ヤマハミュージックメディア）
- 「吹奏楽のための“新”基礎合奏入門」（ヤマハミュージックメディア）
- 「すぐできる! 吹奏楽のための指導がわかる本」（ヤマハミュージックメディア）

#### 小説
- 「楽隊のうさぎ」（中沢けい）（2000年、新潮文庫）
- 「うさぎとトランペット」（中沢けい）（2004年、新潮社）
- 「アインザッツ」（山本寛）（2009年 - 2010年、学習研究社） - 月刊アニメディア連載。
- 「ブラバン」（津原泰水） (2009年、新潮文庫)
- 「グラツィオーソ」（山口なお美）（2012年、アルファポリス文庫）
- 「響け! ユーフォニアム」（武田綾乃）（2013年 - 、宝島社）
- 「吹部!」（赤澤竜也）（2013年、飛鳥新社）
- 「屋上のウインドノーツ」（額賀澪）（2015年、文藝春秋）
- 「アレグロ・ラガッツァ」（あさのあつこ）（2016年、朝日新聞出版）

#### ノンフィクション
- 「ブラバン・キッズ・ラプソディー - 神奈川県立野庭高等学校吹奏楽部の10年」（石川たか子）（1991年10月、四海書房） - 高校の吹奏楽部と指導する中澤忠雄を追ったノンフィクション作品。
  - 【改題】「ブラバン・キッズ・ラプソディー - 野庭高校吹奏楽部と中澤忠雄の挑戦」（石川高子）（2009年3月、三五館）
- 「ブラバンキッズ・オデッセイ 野庭高校吹奏楽部と中澤忠雄の仕事」（石川高子）（2007年4月、リトル・ドッグ・プレス）
  - 【改題】「ブラバンキッズ・オデッセイ - 野庭サウンドの伝説と永遠のきずな」（石川高子）（2009年4月、三五館）
- 「天国へのマーチ」（西谷尚雄）（2006年5月、かんぽう） - 西宮市立今津中学校の名物指導者として知られた得津武史の生涯を描いたノンフィクション作品。

#### 漫画
- 「ブラブラバンバン」（柏木ハルコ）（1999年 - 2000年、小学館ヤングサンデーコミックス）
- 「暴走系吹奏楽列伝 ブラボー! Brass Boy」（鶴ゆみか）（2009年、講談社コミックス少年マガジン連載）
- 「小桧山中学吹奏楽部」（米根真紀）（2001年 - 2002年、ラポートコミックス） - 月刊ファンロード連載。
- 「ひかるファンファーレ」（田川ちょこ）（2007年 - 2010年、芳文社まんがタイムコミックス）
- 「うらバン!〜浦和泉高等学校吹奏楽部〜」（都桜和）（2007年 - 2011年、芳文社まんがタイムKRコミックス）
- 「放課後ウインド・オーケストラ」 （宇佐悠一郎）（2008年 - 2009年、集英社ジャンプ・コミックス）
- 「青空エール」 （河原和音）（2008年 - 2015年、集英社マーガレットコミックス）
- 「SOUL CATCHER(S)」（神海英雄）（2013年 - 2016年、集英社ジャンプ・コミックス）
- 「たんさんすいぶ」（上条明峰）（2014年 - 2016年、講談社イブニングKC）
- 「tutti!」（片桐了）（2015年 - 2016年、小学館サンデーコミックス）
- 「宇宙の音楽」（山本誠志）（2023年 - 、KCデラックス）

#### 雑誌
現行
- 「バンドジャーナル」（Band Journal、BJ） - 月刊の吹奏楽雑誌。音楽之友社刊[18]。

休刊・廃刊
- 「バンドピープル」（Band People、BP） - 月刊の吹奏楽雑誌。八重洲出版刊。紙媒体は1999年3月号をもって休刊した。後継のウェブマガジン「Band Power」[19][20]は2023年6月まで存在した[21]。
- 「パイパーズ」（PIPERS） - 月刊の管楽器雑誌。杉原書店刊。2023年4月号（通巻500号、3月20日発売）で休刊[22]。

### 映画
- 「何処へ」 （1966年、宝塚映画）
- 「男はつらいよ」
  - 夜霧にむせぶ寅次郎（1984年8月4日公開）
  - 寅次郎真実一路（1984年12月28日公開）
  - ぼくの伯父さん（1989年12月27日公開）
  - 寅次郎の休日（1990年12月22日公開）
  - 寅次郎の告白（1991年12月23日公開）
- 「薄れゆく記憶のなかで」 （1992年、日本ヘラルド、ヘラルド・エース）
- 「ブラス!」 （1996年、イギリス）
- 「スウィングガールズ」（2004年、東宝） - ビッグバンドの映画化。
- 「ブラブラバンバン」（2008年3月15日公開） - 同名漫画の映画化。
- 「青空エール」（2016年8月20日公開） - 同名漫画の映画化。

### テレビ

#### ドラマ
- 「L×I×V×E」（1999年、TBS）
- 「フォルティッシモ―また逢う日のために―」（2011年、BSフジ）
- 「仰げば尊し」（2016年、TBS） - ブラバン・キッズ・ラプソディーとブラバンキッズ・オデッセイを原案としたドラマ。

#### アニメ
- 「響け! ユーフォニアム」（2015年 - 2024年、TOKYO MX ほか[注釈 4]、NHK Eテレ[注釈 5]） - 同名小説のアニメ化。

#### ドキュメンタリー
- 「心はひとつ スクールバンドの仲間たち」（1997年、フジテレビ）

#### バラエティ
- 「1億人の大質問!?笑ってコラえて!」の1コーナー「日本列島 吹奏楽の旅」（2004年 - 、日本テレビ）

#### 番組
- 「吹奏楽アワー」（1998年、 スーパークラシックTV） - 本邦初の吹奏楽によるレギュラー放送テレビ番組だったものの、放送局の消滅により長続きしなかった。
- 「響け!みんなの吹奏楽」（2006年 - 2009年、NHK）

### ラジオ
- 「ブラスのひびき」 （ - 2002年3月、NHK-FM）
  - 「ブラスの祭典」 - 全日本吹奏楽コンクールの模様を放送する特別番組。
- 「K-MIX 高校吹奏楽部応援プログラム「アサブラ」」（2006年4月 - 、K-mix）
- 「吹奏楽のひびき」 （2008年4月6日 - 、NHK-FM）
- 「BRA-BAN！」（エフエム岩手、金曜 21:00 - 21:30、2008年12月4日 - [23][24]）
- 「吹奏楽の調べ」 （2008年12月31日 - 、FM桐生）
- 「TUNING ROOM ～featuring Osaka Shion Wind Orchestra～」（エフエム京都、日曜 12:00 - 13:00、DJ：向井亜季、2017年4月2日 - 2024年3月31日[25][26][27]）
- 「あなたと夜と吹奏楽」（横浜FM、土曜 21:30 - 22:00、DJ：手錢葵子、2021年10月2日 - 2024年3月30日[28][29]）
- 「さあやろう！ABCラジオ吹奏楽部です」（ABCラジオ、日曜 6:45 - 7:00、パーソナリティ：桂紗綾アナウンサー、2022年4月3日 - [30]）←「吹奏楽の時間」の後継番組
- 「東京佼成ウインドオーケストラ presents It's A Wonderful Wind」（ニッポン放送 PODCAST STATION、隔週金曜、2022年6月3日 - 2024年12月20日[31][32]）
- 「奏佑のBRASS BATON～熱くなれ！吹奏楽」（YBSラジオ、金曜18:00 - 18:30[33]）
- 「藤重佳久Swinging Harmony～Winds Brass Revolution～」（文化放送、火曜 20:30 - 21:00、藤重佳久、鈴木万由香、 2024年1月9日 - [34]）

### ゲーム
- 「ぶらばん! -The bonds of melody-」（2006年、ゆずソフト） - 学校吹奏楽部存続を賭けて争うアドベンチャーゲーム。
- 「金色のコルダ3」（2010年、ルビー・パーティー） - ライバル校に学校吹奏楽部員が登場する。